# Eustrotia sulphurea
Eustrotia sulphurea là một loài bướm đêm trong họ Noctuidae.